# Pinnixa cylindrica
Pinnixa cylindrica är en kräftdjursart som först beskrevs av Thomas Say 1818.  Pinnixa cylindrica ingår i släktet Pinnixa och familjen Pinnotheridae. Inga underarter finns listade i Catalogue of Life.